# تپه قلعه سنگی گنبدک
تپه قلعه سنگی گنبدک مربوط به سده‌های ۹ تا ۵ ه.ق است و در شهرستان فریمان، بخش قلندر آباد، روستای گنبدک واقع شده و این اثر در تاریخ ۱۶ شهریور ۱۳۸۳ با شمارهٔ ثبت ۱۱۱۳۰ به‌عنوان یکی از آثار ملی ایران به ثبت رسیده است.